# 吕德斯费尔德
吕德斯费尔德是德国下萨克森州的一个市镇。总面积12.65平方公里，总人口1090人，其中男性554人，女性536人（2011年12月31日），人口密度86人/平方公里。